# Rezá Jazdání
Rezá Mohamed Alí Jazdání Cheratí (* 25. srpna 1984) je íránský zápasník-volnostylař.

## Sportovní kariéra
Jeho rodina je původem z horské obce Cherat (چرات،) v Mázandaránu. Vyrůstal v Džújbáru, kde začal zápasit v 11 letech. Jeho osobním trenérem je Mahmúd Esmáilpur. V íránské mužské reprezentaci se prosazoval od roku 2006 ve váze do 84 kg. V roce 2007 se třetím místem na mistrovství světa v Baku kvalifikoval na olympijské hry v Pekingu v roce 2008. V Pekingu prohrál ve druhém kole úvodního setu na lopatky s reprezentantem Ázerbájdžánu Novruzem Temrezovem.
Od roku 2010 přestoupil do vyšší váhy do 96 (97). V roce 2011 si titulem mistra světa v Istanbulu zajistil účast na olympijských hrách v Londýně. Potom co v úvodním kole vyřadil 2:1 na sety ruského Dagestánce Abdusalama Gadisova, si ve čtvrtfinále s reprezentanem Kyrgyzstánu Magomedem Musajevem vážně poranil koleno. Zápas s adrenalinem v těle vyhrál, ale semifinále s Ukrajincem Valerijem Andrijcevem již nedokončil. V souboji o třetí místo nenastoupil proti reprezentantu Ázerbájdžánu Chetagu Gozjumovi a obsadil dělené 5. místo.
V roce 2016 se vrátil po dalším zranění do íránské reprezentace a uspěl v íránské olympijské nominaci na olympijské hry v Riu proti Abbásu Táhanovi. V Riu prohrál ve druhém kole s Chetagem Gozjumovem z Ázerbájdžánu těsně 1:2 na technické body.

## Výsledky
| Turnaj            | 2006 | 2007 | 2008 | 2009 | 2010 | 2011 | 2012 | 2013 | 2014 | 2015 | 2016 | 2017 | 2018 | 2019 |
| Turnaj            | 22   | 23   | 24   | 25   | 26   | 27   | 28   | 29   | 30   | 31   | 32   | 33   | 34   | 35   |
| Turnaj            | -84  | -84  | -84  | -84  | -96  | -96  | -96  | -96  | -97  | -97  | -97  | -97  | -97  | -97  |
| ----------------- | ---- | ---- | ---- | ---- | ---- | ---- | ---- | ---- | ---- | ---- | ---- | ---- | ---- | ---- |
| Olympijské hry    |      |      | úč.  |      |      |      | 5.   |      |      |      | 7.   |      |      |      |
| Mistrovství světa | 3.   | 3.   |      | —    | —    | 1.   |      | 1.   | 8.   | —    |      | —    | —    | —    |
| Asijské hry       | 1.   |      |      |      | 1.   |      |      |      | 1.   |      |      |      | —    |      |
| Mistrovství Asie  | —    | —    | —    | —    | 1.   | —    | —    | —    | —    | —    | 1.   | —    | —    | 1.   |